# Manuel Ávila Camacho, San Luis Potosí
Manuel Ávila Camacho är en ort i Mexiko.   Den ligger i kommunen Tamuín och delstaten San Luis Potosí, i den centrala delen av landet, 290 km norr om huvudstaden Mexico City. Manuel Ávila Camacho ligger 30 meter över havet och antalet invånare är 303.
Terrängen runt Manuel Ávila Camacho är platt. Runt Manuel Ávila Camacho är det ganska glesbefolkat, med 25 invånare per kvadratkilometer. Närmaste större samhälle är Tamuin, 12,2 km väster om Manuel Ávila Camacho. Trakten runt Manuel Ávila Camacho består till största delen av jordbruksmark.